# アジアの片隅で
『アジアの片隅で』（アジアのかたすみで）は、吉田拓郎の11枚目のスタジオアルバム。1980年11月5日にフォーライフから発売された。

## 制作
岡本おさみが作詞を、青山徹が編曲を手がけた作品が主になっていることもあり、前作の『Shangri-La』から一変して、硬派な印象を持つアルバムとなった。
このアルバム以降、作詞：岡本おさみ・作曲：吉田拓郎コンビで複数の楽曲を発表するのは、1996年のアルバム『感度良好 波高し』まで途切れている。

## 収録曲
- 全作詞：岡本おさみ（特記以外）、作曲：吉田拓郎、編曲：青山徹（特記以外）

A面
1. まるで孤児のように
2. いつも見ていたヒロシマ
3. 古いメロディー
編曲：吉田拓郎
  - 1979年末に「古い歌はもう歌わない」と宣言したが、この楽曲で前言撤回したような歌詞となっている。実際に、当アルバム発売前後に行われているツアーでは1970年代の曲が歌われるようになっている。
4. アジアの片隅で
編曲：松任谷正隆
  - 1980年に行われた日本武道館でのライブ録音が収録されている。この曲はライブ録音以外のバージョンは存在しない。
  - 12分を超える大作で、拓郎作品のなかで最重量級といえるもの[2][3]。拓郎は当時、芸能誌のインタビューで、当時、ニューミュージックが「軟弱」とか「クラい」などと世間から叩かれていたことに腹を立て、「男が軟弱になっちまってるコトにイライラする。今のニューミュージックっていわれてる連中のコンサートだって、聴きに来てるのは圧倒的に女だろ。男はどこへ行っちまったんだ。そうしちまったのは、ミュージシャン側にももちろん責任はある。今のニューミュージックといわれる連中の歌の世界には、"ボク"と"アナタ"しか出て来ない。"オメエラ"の世界がないんだよ。それは主張、つまり主義＝イズムが歌う側にないからだろ。イズムのない歌は演歌だよ。特に男の歌手が何で女言葉で歌うんだ？それは昔の演歌だよ。オレは聴いてられない。ニューミュージックなんて名前が泣くよ。別に男だ女だとこだわるつもりはない。今はもう男も女も一緒よ。男が女性化してるんだ。だから"やさしさ"しかウケないんだな。結局、快いやさしい声や音楽しか求めちゃいないんだ。歌には詩がある、なんてことをまるで考えちゃいないんだよ。オレは叫ぶ。それがオレの"歌"だからね」等と捲し立てており[4]、「女まがいの唄」があふれる時代に、拓郎は政治腐敗、戦争、経済優先、人間疎外、倫理崩壊、権利主張などに対する苛立ちを、レゲエの重たいリズムに乗せて畳みかけるように叫んだ[2][3]。
  - 1987年12月30日放送の音楽番組『夜のヒットスタジオDELUXE』（フジテレビ系）で、THE ALFEEをコーラスに従えて披露した[5]。曲の途中、飛び入りでかまやつひろしも参加した。

B面
1. 二十才のワルツ
作詞：吉田拓郎、編曲：青山徹・大村雅朗、ストリングスアレンジ：大村雅朗
  - 翌年に発売されたシングル「サマーピープル」のB面としてシングルカットされた（シングルミックス）。
2. いくつもの朝がまた
3. ひとつまえ
作詞：吉田拓郎
4. 元気です
作詞：吉田拓郎、編曲：青山徹・大村雅朗、ストリングスアレンジ：大村雅朗
  - 1980年、宮崎美子主演のTBS系ポーラテレビ小説『元気です!』主題歌[6]。
5. この歌をある人に
作詞：松本隆、編曲：徳武弘文

## 参加ミュージシャン
| - Drums：島村英二 - Bass：武部秀明 - Piano, E.Piano & Hammond Organ：中西康晴 - Hammond Organ & Synthesizer：清水信之 - E.Guitar & A.Guitar：青山徹・徳武弘文 - A.Guitar：吉田拓郎・常富喜雄 - Percussion：Pecker・島村英二・吉田拓郎 - Mandolin：石川鷹彦・B-Class Kanaumi - Harmonica：吉田拓郎・常富喜雄 - Chorus：菊谷淳子・館野江里子・Suzanne Kim・高橋研・Yoshihiro Takahashi・田口清 & Rove Bard | アジアの片隅で - Drums：島村英二 - Bass：武部秀明 - Guitar：青山徹・吉田拓郎 - Keyboard：松任谷正隆・住野裕之 - Percussion：石井宏太郎 & Booker T. Jones On Hammond B-3 Organ |

## 発売履歴
| 発売日        | 規格 | 規格品番   | 備考             |
| ------------- | ---- | ---------- | ---------------- |
| 1980年11月5日 | LP   | 28K-5      |                  |
| 1990年2月21日 | CD   | FLCF-29020 |                  |
| 2006年4月5日  | CD   | FLCF-4108  | 紙ジャケット仕様 |
| 2006年4月5日  | 配信 |            |                  |